# Masse volumique
Pour les articles homonymes, voir Masse (homonymie).
La masse volumique d'une substance, aussi appelée densité volumique de masse, est une grandeur physique qui caractérise la masse de cette substance par unité de volume. C'est l'inverse du volume massique. La masse volumique est synonyme des expressions désuètes « densité absolue », « densité propre », ou encore « masse spécifique ».
Cette grandeur physique est généralement notée par les lettres grecques ρ (rhô) ou µ (mu). Leur usage dépend du domaine de travail. Toutefois, le BIPM recommande d'utiliser la notation ρ.
Il ne faut pas confondre la masse volumique d'une substance avec sa densité, cette dernière étant le rapport de la masse volumique de la substance à celle de l'eau (pour des substances solides ou liquides) ou de l'air (pour des substances gazeuses). La masse volumique de l'eau valant 1 g/cm3 à 3,98 °C, la densité d'un solide ou d'un liquide s'exprime par la même valeur numérique que sa masse volumique en g/cm3 ou en kg/l. Par exemple, il est équivalent de dire que la densité de l'éthanol est de 0,79 ou que sa masse volumique est de 0,79 g/cm3. Ceci donne lieu à des confusions fréquentes entre les concepts de masse volumique et de densité. Une source d'erreur supplémentaire est qu'en anglais la masse volumique se dit density (et la densité relative density).
La masse volumique est une grandeur intensive définie localement, en tout point M d'une substance :
{\displaystyle \rho (\mathrm {M} )={\frac {\delta m}{\delta V}}}
où {\displaystyle \delta m} est la masse infinitésimale de la substance occupant le volume {\displaystyle \delta V} infinitésimal qui entoure M. On peut aussi définir la masse volumique moyenne :
{\displaystyle {\bar {\rho }}={\frac {m}{V}}}
où m est la masse de la substance et V le volume qu'elle occupe. On peut également l'obtenir par intégration :
{\displaystyle {\bar {\rho }}={\frac {1}{V}}\iiint \rho (\mathrm {M} )\,\mathrm {d} V}
où l'intégrale triple est étendue à tout l'espace occupé par la substance.

## Unités de mesure
L'unité de mesure de la masse volumique dans le Système international est le kilogramme par mètre cube (kg/m3). Dans le système CGS, elle s'exprime en g/cm3, ce qui a l'avantage de donner des valeurs numériques de l'ordre de l'unité pour les solides dans les conditions normales de température et de pression (CNTP).
On utilise couramment le g/cm3, le kg/l ou la t/m3 (ces dernières unités étant numériquement équivalentes) ou toute autre unité exprimée par le rapport d'une unité de masse et d'une unité de volume.
Ces unités ne doivent pas être confondues avec la notation g/l fréquemment utilisée en chimie pour caractériser la concentration d'un soluté dans une solution aqueuse. Par exemple le sérum physiologique est une solution à 9 g/l de NaCl ; cela signifie qu'il y a 9 g de NaCl pour 1 l de solution, et pas que la masse volumique du sérum est 9 g/l. À la différence de la masse volumique, le gramme et le litre ne correspondent pas à la même matière.
La valeur numérique est la même dans plusieurs unités car 1 g/cm3 = 1 kg/dm3 = 1 kg/l = 1 t/m3, et de même 1 g/l = 1 kg/m3
La masse volumique de l'eau est très proche de 1 kg/l. Ce n'est pas un hasard car cela résulte des premières tentatives de définition du kilogramme comme la masse d'un litre d'eau à 4 °C (température à laquelle la masse volumique de l'eau est maximale) ; la valeur exacte de la masse volumique de l'eau à 4 °C est de 0,999 972 kg/l.

## Instruments de mesure

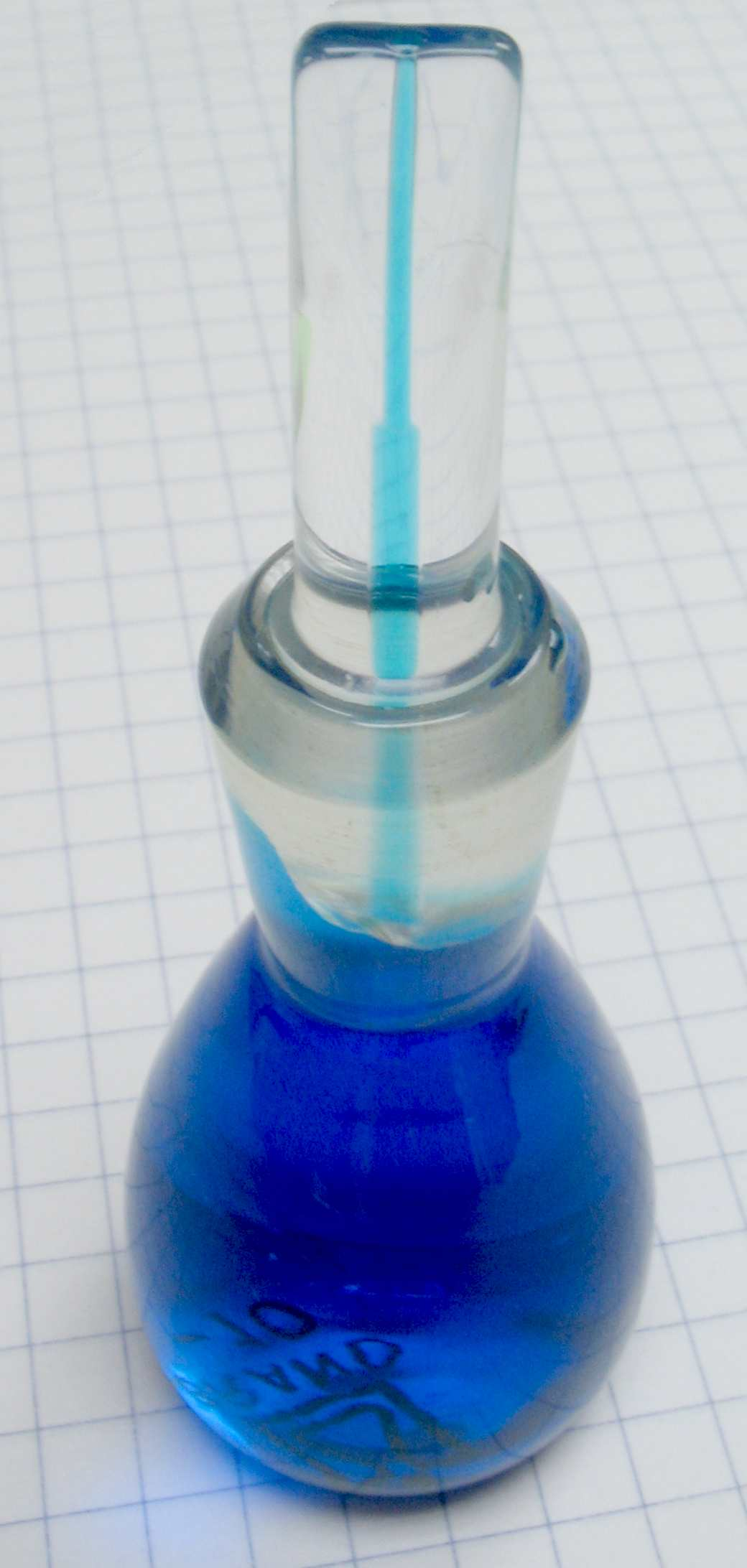
Pycnomètre.

La masse volumique d'un liquide, d'un solide ou d'un gaz peut être déterminée à l'aide d'un pycnomètre ou par le débitmètre à effet Coriolis. Pour les solides, il est également possible d'utiliser une balance et d'effectuer une pesée dans l'air puis une pesée dans un liquide (l'eau de préférence), cette méthode permet une plus grande précision. En ce qui concerne les liquides, il est possible d'utiliser un hydromètre mais la mesure ne sera pas aussi précise que lors d'une mesure simple avec un récipient étalon. 

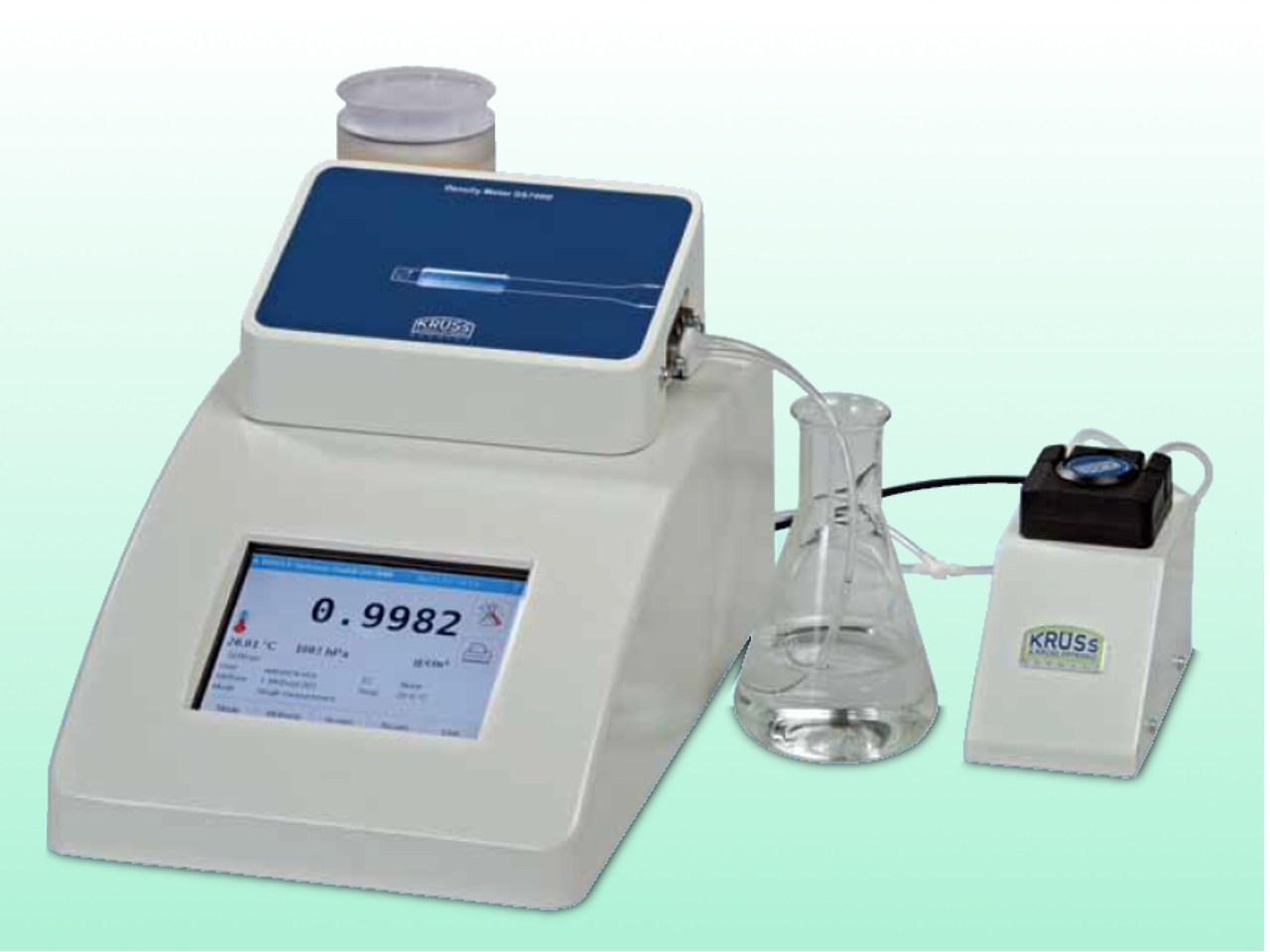
Un densimètre automatique pour du gaz et du fluide qui utilise le principe du tube en U oscillant.

Une autre possibilité pour déterminer les densités de liquides et de gaz est d'utiliser un instrument numérique basé sur le principe du tube en U oscillant, le densimètre électronique dont la fréquence résultante est proportionnelle à la masse volumique du produit injecté.

## Différentes masses volumiques en milieux granulaires

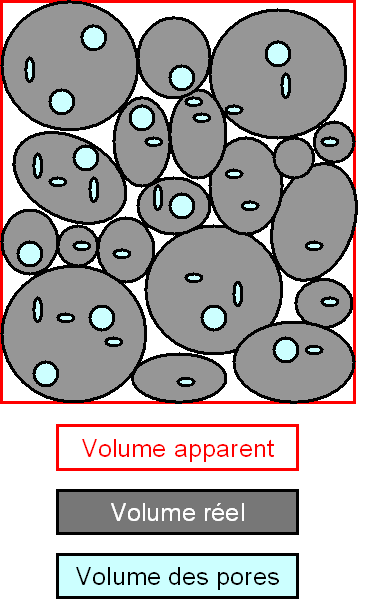
Définition des volumes.

### Masse volumique en vrac ou apparente
La masse volumique apparente est le rapport entre la masse des particules et le volume apparent qui comprend le volume du solide, celui des pores et le volume de l'espace entre les grains. Les valeurs données dans les tableaux de cet article sont définies par cette masse volumique qui est la plus couramment utilisée pour les matériaux de manière générale.
{\displaystyle \rho _{\mathrm {app} }={\frac {m_{\mathrm {mat} }}{V_{\mathrm {app} }}}}
Pour les matériaux usuels de construction (sable, graviers, etc.) cette masse volumique varie entre 1 400 et 1 600 kg/m3.

### Masse volumique réelle
C'est le rapport entre la masse de matériau et le volume réel des grains (somme des volumes élémentaires des grains y compris le volume des pores fermés).
{\displaystyle \rho _{\mathrm {r{\acute {e}}el} }={\frac {m_{\mathrm {mat} }}{V_{\mathrm {r{\acute {e}}el} }}}}
Pour les granulats courants, cette masse volumique varie entre 2 500 et 2 650 kg/m3 et pour le ciment, elle varie entre 2 850 et 3 100 kg/m3 selon la catégorie.

### Masse volumique absolue ou de la matière
Cette grandeur est intéressante pour les matériaux poreux. Pour y accéder, il faut broyer très finement le matériau et mesurer la masse volumique réelle de la poudre obtenue. La masse volumique absolue est donc le rapport de la masse du matériau sur le volume réel auquel on a soustrait le volume des pores (ouverts et fermés). Elle est égale à la masse volumique réelle dans le cas des matériaux non poreux.
{\displaystyle \rho _{\mathrm {absolu} }={\frac {m_{\mathrm {mat} }}{V_{\mathrm {absolu} }}}={\frac {m_{\mathrm {mat} }}{V_{\mathrm {r{\acute {e}}el} }-V_{\mathrm {pores} }}}}

## Masse volumique des solutions
La masse volumique d’une solution est la somme des concentrations massiques (masses volumiques partielles) des composants de la solution :
{\displaystyle \rho ={\frac {1}{V}}\sum _{i}m_{i}=\sum _{i}\rho _{i}}
où :
mi est la masse du composant i dans le mélange,
V le volume de mélange,
{\displaystyle \rho _{i}=m_{i}/V} la concentration massique du composant i dans le mélange.
Autre expression :
{\displaystyle \rho =\sum _{i}\rho _{i}^{0}{\frac {V_{i}}{V}}}.

### Relation entre la masse molaire et le volume molaire
La masse volumique est le rapport entre la masse molaire d'une solution et le volume molaire de la solution :
{\displaystyle \rho ={\frac {M}{\tilde {V}}}={\frac {\sum x_{i}M_{i}}{\sum x_{i}{\bar {V}}_{i}}}}
Pour une solution avec deux composants on peut écrire :
{\displaystyle \rho ={\frac {x_{1}(M_{1}-M_{2})+M_{2}}{x_{1}({\bar {V}}_{1}-{\bar {V}}_{2})+{\bar {V}}_{2}}}}

## Masse volumique d'une particule matérielle
La masse volumique est une grandeur physique relative à une quantité de matière présente à l'intérieur d'un espace : c'est donc une grandeur physique moyenne.
En physique des milieux continus (mécanique des milieux continus, résistance des matériaux, mécanique des fluides, thermique, etc.), la masse volumique doit pouvoir être définie en tout point situé à l'intérieur d'un corps solide ou fluide.
Une particule matérielle est, précisément, à l'intérieur d'un corps, une quantité de matière dont la masse volumique est une fonction continue des coordonnées du point, en n'importe quel point que cette particule contient. La masse volumique d'une particule matérielle est donc une grandeur physique moyenne qui est, aussi, à l'échelle d'un corps, une grandeur physique ponctuelle.

## Influences externes
La masse volumique peut être influencée par des paramètres externes. La pression et la température de mesure en sont la source, en particulier pour les gaz. L'augmentation de la pression sur un objet diminue son volume et augmente donc sa masse volumique. La variation avec la température est décrite par le coefficient de dilatation. Certains matériaux (dont le bois et certaines matières plastiques) pouvant absorber de l'eau, le taux d'humidité modifie aussi la masse volumique.

## Tables des masses volumiques de diverses substances
Pour les matériaux poreux (argile, sable, sol, bois), les masses volumiques indiquées sont des masses volumiques apparentes.
Sauf indications contraires, les masses volumiques sont données pour des corps à la température de 20 °C, sous la pression atmosphérique normale (1 013 hPa).

### Roches, minéraux, matériaux usuels
| Roches, minéraux, matériaux usuels | Masse volumique (kg/m3)      |
| ---------------------------------- | ---------------------------- |
| ardoise                            | 2 700–2 800                  |
| amiante                            | 2 500                        |
| argile                             | 1 300–1 700                  |
| béton                              | 2 200 (armé 2 500)           |
| béton bitumineux dit enrobé        | 2 350                        |
| calcaire                           | 2 000–2 800                  |
| compost                            | 550 - 600,                   |
| craie                              | 1 700–2 100                  |
| diamant                            | 3 517                        |
| granit                             | 1 800 (altéré) – 2 500       |
| granite                            | 2 700                        |
| grès                               | 1 600–1 900                  |
| kaolin                             | 2 260                        |
| marbre                             | 2 650–2 750                  |
| quartz                             | 2 650                        |
| pierre ponce                       | 910                          |
| porcelaine                         | 2 500                        |
| sable                              | 1 600 (sec) – 2 000 (saturé) |
| silicium                           | 2 330                        |
| terre végétale                     | 1 250                        |
| verre à vitres                     | 2 530                        |
| coton                              | 20 - 60                      |

### Métaux et alliages
| Métaux et alliages | Masse volumique (kg/m3) |
| ------------------ | ----------------------- |
| acier              | 7 500 - 8 100,          |
| acier rapide HSS   | 8 400 - 9 000           |
| fonte              | 6 800 - 7 400           |
| aluminium          | 2 700                   |
| argent             | 10 500                  |
| béryllium          | 1 848                   |
| bronze             | 8 400 - 9 200           |
| carbone (diamant)  | 3 508                   |
| carbone (graphite) | 2 250                   |
| constantan         | 8 910                   |
| cuivre             | 8 960                   |
| duralium           | 2 900                   |
| étain              | 7 290                   |
| fer                | 7 860                   |
| iridium            | 22 560                  |
| laiton             | 7 300 - 8 800           |
| lithium            | 530                     |
| magnésium          | 1 750                   |
| mercure            | 13 545                  |
| molybdène          | 10 200                  |
| nickel             | 8 900                   |
| or                 | 19 300                  |
| osmium             | 22 610                  |
| palladium          | 12 000                  |
| platine            | 21 450                  |
| plomb              | 11 350                  |
| potassium          | 850                     |
| tantale            | 16 600                  |
| titane             | 4 500                   |
| tungstène          | 19 300                  |
| uranium            | 19 100                  |
| vanadium           | 6 100                   |
| zinc               | 7 150                   |

### Liquides
| Liquides                                                                               | Masse volumique (kg/m3) |
| -------------------------------------------------------------------------------------- | ----------------------- |
| acétone                                                                                | 790                     |
| acide acétique                                                                         | 1 049                   |
| azote liquide à −195 °C                                                                | 810                     |
| brome à 0 °C                                                                           | 3 087                   |
| eau à 4 °C                                                                             | 1 000                   |
| eau de mer                                                                             | 1 000–1 032             |
| essence                                                                                | 750                     |
| éthanol                                                                                | 789                     |
| éther                                                                                  | 710                     |
| gazole                                                                                 | 850                     |
| glycérine                                                                              | 1 260                   |
| hélium liquide à −269 °C                                                               | 150                     |
| huile d'olive, huile de raisin, huile de sésame, et beaucoup d'autres huiles végétales | 920                     |
| hydrogène liquide à −252 °C                                                            | 70                      |
| oxygène liquide à −184 °C                                                              | 1 140                   |
| lait                                                                                   | 1 030                   |
| sang humain                                                                            | 1 056–1 066             |

Voir  pour une liste de densité d'huiles (contient beaucoup d'huiles rares mais il manque plusieurs huiles très courantes telles que tournesol, colza, maïs, soya et arachide)

### Gaz
| Gaz à 0 °C                     | Formule | Masse volumique (kg/m3 ou g/l) |
| ------------------------------ | ------- | ------------------------------ |
| acétylène                      | C2H2    | 1,170                          |
| air                            | -       | 1,293                          |
| air à 20 °C                    | -       | 1,204                          |
| hexafluorure de soufre à 20 °C | SF6     | 6,164                          |
| ammoniac                       | NH3     | 0,77                           |
| argon                          | Ar      | 1,783                          |
| diazote                        | N2      | 1,250                          |
| isobutane                      | C4H10   | 2,670                          |
| butane (linéaire)              | C4H10   | 2,700                          |
| dioxyde de carbone             | CO2     | 1,804                          |
| vapeur d'eau à 100 °C          | H2O     | 0,597                          |
| hélium                         | He      | 0,178                          |
| dihydrogène                    | H2      | 0,089                          |
| krypton                        | Kr      | 3,74                           |
| néon                           | Ne      | 0,90                           |
| monoxyde de carbone            | CO      | 1,250                          |
| ozone                          | O3      | 2,14                           |
| propane                        | C3H8    | 2,01                           |
| radon                          | Rn      | 9,73                           |

### Matières plastiques, caoutchouc
| Matières plastiques, caoutchouc | Masse volumique (kg/m3) |
| ------------------------------- | ----------------------- |
| PP                              | 850 - 920               |
| PEBD                            | 890 - 930               |
| PEHD                            | 940 - 980               |
| ABS                             | 1 040–1 060             |
| PS                              | 1 040–1 060             |
| nylon 6,6                       | 1 120–1 160             |
| PMA                             | 1 160–1 200             |
| PLA                             | 1 250                   |
| PMMA, Plexiglas                 | 1 180–1 190             |
| PVC souple (plastifié)          | 1 190–1 350             |
| Bakélite                        | 1 350–1 400             |
| PET                             | 1 380–1 410             |
| PVC rigide                      | 1 380–1 410             |
| caoutchouc                      | 920–2 200               |

### Bois
Le bois est une matière vivante dont la masse volumique varie selon plusieurs paramètres, principalement l'essence et l'humidité. Les bois dont la masse volumique dépasse 1 000 kg m−3 ne flottent pas.
| Bois         | Masse volumique (kg/m3) |
| ------------ | ----------------------- |
| acajou       | 700                     |
| balsa        | 140                     |
| buis         | 910 - 1 320             |
| cèdre        | 490                     |
| châtaignier  | 560 - 700               |
| charme       | 700 - 850               |
| chêne        | 610 - 980               |
| chêne (cœur) | 1 170                   |
| contreplaqué | 440 - 880               |
| ébène        | 1 150                   |
| frêne        | 840                     |
| hêtre        | 800                     |
| liège        | 240                     |
| peuplier     | 390                     |
| pin          | 500                     |
| platane      | 650                     |
| sapin        | 450                     |
| teck         | 860                     |

| Famille d'essence       | Humidité sur masse brute (%) | Masse volumique (kg/m3) |
| ----------------------- | ---------------------------- | ----------------------- |
| bois tendres (résineux) | 0                            | 450                     |
| bois tendres (résineux) | 20                           | 560                     |
| bois tendres (résineux) | 50                           | 900                     |
| bois moyens             | 0                            | 550                     |
| bois moyens             | 20                           | 690                     |
| bois moyens             | 50                           | 1 100                   |
| bois durs (feuillus)    | 0                            | 650                     |
| bois durs (feuillus)    | 20                           | 810                     |
| bois durs (feuillus)    | 50                           | 1 300                   |

### Éléments
Masse volumique des éléments à l'état standard, à température et pression ambiantes, en g/cm3 (les éléments d'une densité supérieure à celle de l'osmium ou de l'iridium ont seulement une densité calculée/prédite et non mesurée effectivement, ces éléments radioactifs super-lourds ont été produits en quantité trop faible ou se désintègrent trop vite pour permettre une mesure) : 
| H        |          |    |          |          |          |          |          |           |           |          |          |           |           |          |          |         |         | He |
| Li 0,534 | Be 1,848 |    |          |          |          |          |          |           |           |          |          |           | B 2,34    | C 2      | N        | O       | F       | Ne |
| Na 0,971 | Mg 1,738 |    |          |          |          |          |          |           |           |          |          |           | Al 2,6989 | Si 2,33  | P 1,82   | S 2,07  | Cl      | Ar |
| K 0,89   | Ca 1,54  |    | Sc 2,989 | Ti 4,51  | V 6      | Cr 7,15  | Mn 7,3   | Fe 7,874  | Co 8,9    | Ni 8,902 | Cu 8,96  | Zn 7,134  | Ga 5,904  | Ge 5,323 | As 5,72  | Se 4,79 | Br 3,12 | Kr |
| Rb 1,532 | Sr 2,64  |    | Y 4,469  | Zr 6,52  | Nb 8,57  | Mo 10,22 | Tc 11,5  | Ru 12,1   | Rh 12,41  | Pd 12,02 | Ag 10,5  | Cd 8,69   | In 7,31   | Sn 7,29  | Sb 6,68  | Te 6,23 | I 4,93  | Xe |
| Cs 1,87  | Ba 3,62  | *  | Lu 9,841 | Hf 13,31 | Ta 16,4  | W 19,3   | Re 20,8  | Os 22,587 | Ir 22,562 | Pt 21,45 | Au 19,3  | Hg 13,546 | Tl 11,85  | Pb 11,35 | Bi 9,79  | Po 9,2  | At      | Rn |
| Fr 1,87  | Ra 5     | ** | Lr       | Rf 23,2  | Db 29,3  | Sg 35    | Bh 37,1  | Hs 40,7   | Mt 37,4   | Ds 34,8  | Rg 28,7  | Cn        | Nh        | Fl       | Mc       | Lv      | Ts      | Og |
|          |          | ↓  |          |          |          |          |          |           |           |          |          |           |           |          |          |         |         |    |
|          |          | *  | La 6,145 | Ce 6,77  | Pr 6,773 | Nd 7,008 | Pm 7,264 | Sm 7,52   | Eu 5,244  | Gd 7,901 | Tb 8,23  | Dy 8,551  | Ho 8,795  | Er 9,066 | Tm 9,321 | Yb 6,9  |         |    |
|          |          | ** | Ac 10,07 | Th 11,72 | Pa 15,37 | U 19,1   | Np 20,25 | Pu 19,816 | Am 12     | Cm 13,51 | Bk 13,25 | Cf 15,1   | Es 8,84   | Fm       | Md       | No      |         |    |

Masse volumique des éléments à leur point de fusion en g/cm3 :
| H 0,071  |          |    |         |         |        |         |         |          |         |          |          |          |          |          |          |         |    | He |
| Li 0,512 | Be 1,69  |    |         |         |        |         |         |          |         |          |          |          | B 2,08   | C        | N        | O       | F  | Ne |
| Na 0,927 | Mg 1,584 |    |         |         |        |         |         |          |         |          |          |          | Al 2,375 | Si 2,57  | P        | S 1,819 | Cl | Ar |
| K 0,828  | Ca 1,378 |    | Sc 2,8  | Ti 4,11 | V 5,5  | Cr 6,3  | Mn 5,95 | Fe 6,98  | Co 7,75 | Ni 7,81  | Cu 8,02  | Zn 6,57  | Ga 6,08  | Ge 5,6   | As 5,22  | Se 3,99 | Br | Kr |
| Rb 1,46  | Sr 6,98  |    | Y 4,24  | Zr 5,8  | Nb     | Mo 9,33 | Tc      | Ru 10,65 | Rh 10,7 | Pd 10,38 | Ag 9,32  | Cd 7,996 | In 7,02  | Sn 6,99  | Sb 6,53  | Te 5,7  | I  | Xe |
| Cs 1,843 | Ba 3,338 | *  | Lu 9,3  | Hf      | Ta 15  | W 17,6  | Re 18,9 | Os 20    | Ir 19   | Pt 19,77 | Au 17,31 | Hg       | Tl 11,22 | Pb 10,66 | Bi 10,05 | Po      | At | Rn |
| Fr       | Ra       | ** | Lr      | Rf      | Db     | Sg      | Bh      | Hs       | Mt      | Ds       | Rg       | Cn       | Nh       | Fl       | Mc       | Lv      | Ts | Og |
|          |          | ↓  |         |         |        |         |         |          |         |          |          |          |          |          |          |         |    |    |
|          |          | *  | La 5,94 | Ce 6,55 | Pr 6,5 | Nd 6,89 | Pm      | Sm 7,16  | Eu 5,13 | Gd 7,4   | Tb 7,65  | Dy 8,37  | Ho 8,34  | Er 8,86  | Tm 8,56  | Yb 6,21 |    |    |
|          |          | ** | Ac      | Th      | Pa     | U 17,3  | Np      | Pu 16,63 | Am      | Cm       | Bk       | Cf       | Es       | Fm       | Md       | No      |    |    |